# Victoria Schenk
Victoria Schenk (* 21. Juni 1988 in Waidhofen an der Ybbs) ist eine österreichische Duathletin und Triathletin. Sie ist zweimalige Duathlon-Staatsmeisterin auf der Langdistanz (2015, 2016) und Staatsmeisterin im Halbmarathon (2019).

## Werdegang
Victoria Schenk betreibt Laufsport seit 2003 und Triathlon seit 2010. Sie wird trainiert von Heinz Planitzer.
2014 wurde sie im Juni in Kitzbühel Triathlon-Europameisterin auf der Sprintdistanz in der Altersklasse 25–29. Auf der olympischen Distanz wurde sie hier Vizeeuropameisterin (1,5 km Schwimmen, 40 km Radfahren und 10 km Laufen).

### Staatsmeisterin Duathlon-Langdistanz 2015 und 2016
Im Juli 2015 wurde sie Staatsmeisterin auf der Duathlon-Langdistanz beim Powerman-Weyer. Sie konnte diesen Erfolg im Juli 2016 wiederholen. Im Oktober wurde sie in Salzburg Vizestaatsmeisterin Halbmarathon.
Im August 2017 konnte sie zum fünften Mal in Folge den Ausee Triathlon auf der Sprintdistanz gewinnen.
Im August 2019 holte sie bei Kärnten Läuft mit einer Zeit von 1:15:58 h den Titel der Staatsmeisterin im Halbmarathon.

## Sportliche Erfolge
| Datum/Jahr    | Rang | Wettbewerb                                       | Austragungsort     | Zeit     | Bemerkung |
| ------------- | ---- | ------------------------------------------------ | ------------------ | -------- | --- |
| 16. Juli 2017 | 3    | ÖTRV Staatsmeisterschaft Triathlon Kurzdistanz   | Wallsee-Sindelburg | 02:09:28 | Staatsmeisterschaft beim Mostiman Triathlon                                                                                  |
| 15. Aug. 2017 | 1    | Ausee Triathlon                                  | Ausee              | 01:05:04 | fünfter Erfolg in Serie (750 m Schwimmen, 20 km Radfahren und 5,1 km Laufen)                                                 |
| 15. Aug. 2016 | 1    | Ausee Triathlon                                  | Ausee              |          | |
| 10. Juli 2016 | 2    | Mostiman Triathlon                               | Wallsee-Sindelburg |          | |
| 15. Aug. 2015 | 1    | Ausee Triathlon                                  | Ausee              |          | |
| 13. Juni 2015 | 4    | ÖTRV Staatsmeisterschaft Triathlon Sprintdistanz | Neufelder See      | 01:05:21 | im Rahmen des Neufelder Triathlons (750 m Schwimmen, 20 km Radfahren und 5 km Laufen) – hinter der Siegerin Simone Fürnkranz |
| 2015          | 2    | Mostiman Triathlon                               | Wallsee            |          | |
| 15. Aug. 2014 | 1    | Ausee Triathlon                                  | Ausee              |          | |
| 13. Juli 2014 | 3    | Mostiman Triathlon                               | Wallsee            |          | |
| 15. Aug. 2013 | 1    | Ausee Triathlon                                  | Ausee              |          | |
| 21. Juli 2013 | 2    | Mostiman Triathlon                               | Wallsee            |          | |
| 15. Aug. 2012 | 3    | Ausee Triathlon                                  | Ausee              |          | |
| 2012          | 2    | Steeltownman                                     | Linz               |          | Sprintdistanz |
| 9. Juli 2011  | 2    | Steeltownman                                     | Linz               |          | Sprintdistanz |

| Datum/Jahr    | Rang | Wettbewerb                                    | Austragungsort | Zeit | Bemerkung                                                   |
| ------------- | ---- | --------------------------------------------- | -------------- | ---- | ----------------------------------------------------------- |
| 24. Juli 2016 | 1    | ÖTRV Staatsmeisterschaft Duathlon Langdistanz | Weyer          |      | Staatsmeisterin Duathlon-Langdistanz beim Powerman Austria  |
| 23. Juli 2015 | 1    | ÖTRV Staatsmeisterschaft Duathlon Langdistanz | Weyer          |      | Staatsmeisterin Duathlon-Langdistanz beim Powerman Austria' |

| Datum/Jahr    | Rang | Wettbewerb                         | Austragungsort           | Zeit     | Bemerkung |
| ------------- | ---- | ---------------------------------- | ------------------------ | -------- | --- |
| 25. Aug. 2019 | 1    | Staatsmeisterschaften Halbmarathon | Klagenfurt am Wörthersee | 01:15:58 | Kärnten Läuft Halbmarathon war zugleich Staatsmeisterschaft, die Victoria Schenk als beste Österreicherin gewann (Rang 7) |
| 22. Apr. 2018 | 11   | Vienna City Marathon               | Wien                     | 02:49:21 | |
| 2. Okt. 2016  | 2    | Staatsmeisterschaften Halbmarathon | Salzburg                 | 01:17:11 | Vizestaatsmeisterin Halbmarathon beim „Jedermannlauf“, hinter Sandrina Illes                                              |

(DNF – Did Not Finish)